# أربعون سنة سينما

أربعون سنة سينما (مصطفى درويش) 2003

أربعون سنة سينما كتاب للناقد السينمائي مصطفى درويش، تم طباعة هذا الكتاب عام 2003 بمناسبة مرور 40 سنة من حياة مصطفى درويش مع السينما. صدر الكتاب في 267 صفحة عن وزارة الثقافة، صندوق التنمية الثقافية.

## خلفية الكتاب
قامت وزارة الثقافة المصرية بتكريم الناقد مصطفى درويش خلال المهرجان القومي التاسع للسينما المصرية الذي نظمته الوزارة في 2003 بإصدار كتابه «أربعون سنة سينما».

## محتويات الكتاب
يتضمن الكتاب فصلين:
الفصل الأول: «قصاقيص من شاشة الذاكرة» ويتضمن ذكريات مصطفى درويش عن انتدابه من القضاء ليكون مسئولا عن الرقابة على المصنفات الفنية، وقد تولاها درويش مرتين حتى ألغي ندبه وعاد إلى عمله في سلك القضاء، ويكشف درويش عن ضمه إلى التنظيم الطليعي في عهد جمال عبد الناصر.
الفصل الثاني: «مختارات» يضم بعض ما نشر له من دراسات في دوريات فصلية أو مقالاته في المجلات المصرية. وأيضاً مقدمة كتاب نشرته الجامعة الأميركية بالقاهرة بالإنجليزية بعنوان «صانعو الأحلام على ضفاف النيل». يتضمن أيضاً دراسة عن «الصهيونية في السينما»، ودراسة «شئ من السياسة في السينما العربية» ويوضح أن الأفلام السياسية العربية قليلة بل نادرة ومن بينها «المتمردون» و«المخدوعون» لتوفيق صالح و«كفر قاسم» لبرهان علوبة و«ذكريات خصبة» لميشيل خليفي. يتوقف درويش عند السينما الجزائرية وأفلامها في مرحلتها الأولى عن حرب التحرير ومن أهمها «الليل يخاف الشمس» لمصطفى بادي و«رياح الأوراس» لمحمد الأخضر حامينا، و«الأفيون والعصا» لأحمد رشدي.
يقدم أيضاً دراسة عن «قضية المرأة في سينما العالم الثالث»، يرى أن السينما المصرية المعاصرة في عرضها لقضايا المرأة ومشاكلها تنحصر أدوار المرأة فيها بغض النظر عن الموقع الذي تشغله في الحياة الاجتماعية.
يتنقل درويش، في المقالات التالية، مع الظروف وحسب مشاهداته بين الأفلام المصرية والأجنبية، يعرض أحيانا لأكثر من فيلم وأكثر من حدث في المقال الواحد في محاولة تغطية شهرية للعروض والفعاليات السينمائية الهامة.

## مقتطفات من الكتاب
عن الرقابة
كتب مصطفى درويش: «وافق مجلس الدولة على انتدابي لوزارة الثقافة حيث أتولى منصب مدير الرقابة لأقول إن هذه الموافقة كانت مفاجئة لي. فعمل الرقيب كان في رأى أغلب أعضاء المجلس الخاص المشرف على كل ما له صلة بشاغلي الوظائف القضائية التابعة لمجلس الدولة والمنظم لها، عمل إدارى منبت الصلة بممارسة قضاة المجلس لعملهم. فضلا عن أنه قد يعرضه لنزاعات ربما تنحدر إلى مهاترات وحملات صحفية مؤادها هز الثقة في القضاء الإدارى وفيما لأعضاء المجلس من وجوب التوقير والتبجيل وأغلب الظن أن جنوحهم رغم ذلك إلى الموافقة إنما يرجع الفضل فيه إلى المستشار بدوى حمودة رئيس مجلس الدولة في ذلك الحين ووزير العدل بعد بلوغ سن الستين وأول رئيس للمحكمة الدستورية التي جاء الإعلان عن إنشائها مصاحباً لما يشار إليه الآن باسم مذبحة القضاء وعضو اليمين بالمحكمة التي شكلت تحت رئاسة حافظ بدوى إثر انقلاب الثالث عشر من مايو لعام 1971 وذلك لمحاكمة المنتمين لمجموعة ضغط أطلق عليهم اسم مراكز القوى. وأغرب ما عجبت له وقتذاك هو السرعة التي تمت بها إجراءات الندب واستلام العمل بإدارة الرقابة على المصنفات الفنية بمقرها الكائن بمبنى مصلحة الإستعلامات الملاصق لسينما راديو بشارع طلعت حرب. فلم تمر سوى بضعة أيام على أول لقاء مع وزير الثقافة الدكتور ثروت عكاشة بمقر الوزارة المطل على نهر النيل وهو لقاء تم بناء على مبادرة مع الأستاذ أحمد لطفي الشاعر والمستشار بالنيابة الإدارية وشقيق حرم الوزير حتى وجدتنى أمارس مهنة على النقيض تماماً من مكوني الرئيسي هو الإيمان الذي يكاد يكون مطلقاً بالحرية لاسيما ما كان منها متصلاً بحرية التعبير، والمقت الشديد للفاشية والنازية ورمزيها موسوليني وهتلر».
يتابع مصطفى درويش ذكر أيامه الأولى في منصب الرقيب على المصنفات ويكتب: «وزير الثقافة كان في عجلة من أمره يعمل جاهداً على رد السهام الموجهة اليه وأكثرها سام وكان من بينها الاتهام بالترخيص بعرض فيلم اسمه» خذني بعاري" رغم أنه ما سمي كذلك إلا بقصد التلميح إلى عار إنهيار الجمهورية العربية المتحدة بانفصال إقليمها الشمالى سوريا ومسؤولية الرئيس القائد عن العار والشنار. ولأن صراع أهل القمة وترخيص الرقابة بعرض الفيلم كليهما لم يكن لي به علم فقد فجأنى هاتف من الوزير يطلب إلي مشاهدة الفيلم، وسحب الترخيص له بالعرض العام. ولوكان لى حق الاختيار لما سحبت الترخيص، ولما استبدلت بناء على أمر من الوزير اسم آخر باسم "خذني بعاري". ومن ثم تجنبت الرقابة حملة ضارية قوامها الاتهام بإهدار مصالح المنتجين والتضحية بالسينما المصرية على مذبح المشاعر والميول والأهواء كل ذلك تعرضت له من أجل فيلم ساقط أنتجه صاحب مخبز ثروت بشارع عبد الخالق ثروت باشا وأخرجه السيد زيادة الذي لو عاش حتى أيامنا هذه لدخلت أفلامه في عداد ما اصطلح على تسميته بأفلام المقاولات ومن هنا كان الدرس الذي تعلمته من خطأ سحب الترخيص وتغيير الاسم وهو ألا أطيع طاعة عمياء".
يواصل مصطفى درويش رواية بعض تفاصيل عمله على رأس جهاز الرقابة وتدخل الجهات السيادية في عمله، ومنع بعض الأفلام لأسباب كان لا يستوعبها كما حدث مع فيلم «على ضفاف النيل» الإنتاج المصري الياباني ويكتب: «وأول ما لوحظ على الفيلم أن تاريخ إنتاجه جاء مواكباً لتاريخ فشل الوحدة بين مصر وسوريا ومما استرعى انتباه الرقباء عند مشاهدتهم له ان» شادية«... والفيلم يقترب من النهاية التفت برداء عبارة عن علم مصر الأخضر ذي الهلال والنجوم قبل ثورة الضباط الاحرار وكان إن ارتاب بعضهم في أمر الفيلم وابدوا رايهم صريحا»، ويستكمل مصطفى درويش رواية مصير منتج الفيلم «حلمي رفلة» الذي ترك أرض وطنه وحاول أن يبدأ من جديد في فرنسا ولكن عاجله الموت وهو لا يملك من متاع الدنيا شيئاً. أنتقل درويش لذكر الصراعات التي نشبت فور استلامه العمل وطلبه الاطلاع على قائمة الأفلام التي تم حظرها من الرقيبة السابقة «اعتدال ممتاز»، ويكتب: «ومما أثار دهشتي عند اطلاعي على الكشف أنه من بينها روائع مأخوذة عن روايات لأدباء عالميين لهم منزلة كبيرة أذكر من بينها على سبيل التمثيل» هذا الرجل يجب أن يموت He Who Must Die" أو "المسيح أعيد صلبه Christ Recrucified" للأديب اليونانى"نيكوس كازانتزاكيس Nikos Kazantzakis«و» الجماعة" للأديبة الأمريكية "ماري ماكارثي" و"ربيع مسز ستون في روما The Roman Spring of Mrs. Stone" للأديب الأمريكي "تنيسي وليامز" و"المليونيرة The Millionairess«للأديب الأيرلندي الساخر»جورج برنارد شو"، وبقدر ما أثار دهشتى منع هذه الروائع بقدر ما أثار الترخيص لها بالعرض العام دهشة لا أقول غضب مديرة الرقابة على الأفلام فكان ان امهلتني ثم انتقمت عند أول أزمة خطيرة أتعرض لها".
يذكر درويش إقالته من الرقابة على المصنفات الفنية في الفترة التي كان فيها محمد عبد القادر حاتم وزيراً للثقافة والإرشاد القومي ويكتب: «في صباح اليوم التالى ذهبت إلى مكتب الرقابة بمبنى الاستعلامات حيث علمت أن عقيدا من رجال الشرطة اسمه عبد الرحيم محمد سرور جاء إلى المكتب وترأس الإدارة بوصفه مدير الرقابة الجديد ثم انصرف دون ان اراه ولم يمر سوى يوم وبضع ساعات إلا وكانت»أخبار اليوم «تحمل إلى قرائها وعلى صفحتها الأولى بشرى صدور قرار وزاري بإلغاء ندبي ومعها بشرى أخرى هي انتهاء ازمة الصواريخ في كوبا بسلام».
عن السياسة
يسرد درويش حادثة ضمه إلى التنظيم الطليعي ويقول: «ان نية الدوائر الحاكمة والرئيس عبد الناصر بالذات منصرفة إلى تكوين كيان سياسى جديد باسم التنظيم الطليعى واغرب ما دهشت له انه لن يعلن عنه لأنه تنظيم سرى وسيبقى على حاله هذا اى سرياً إلى عهد بعيد ولم أتردد في التعبير عن تأييدي لفكرة تكوين كيان سياسى جديد تتفاعل في بوتقته القوى النشطة في المجتمع على نحو ربما يؤدى إلى نظام تتعدد فيه الأحزاب وتتنافس ديمقراطياً من أجل الصالح العام وان كنت في نفس الوقت تريثت في الإجابة»، ثم يروي حادثة خروجه من هذا التنظيم ويكتب: «وتمر الأيام أعواماً بعد أعوام وألتقى بالدكتور العطيفى وأنا في أحد أدوار تلك الدار بعد قيامي بتسليم مقالة عن السينما كان يجرى نشرها يوم الاثنين من كل أسبوع في الصفحة الأخيرة من جريدة الأهرام وكان يطلق عليها صفحة الملاخ في ذلك الزمان ولأن المطر كان منهمراً خارج الدار عرض على الدكتور توصيله بعربته المرسيدس إلى شارع البستان وبينما نحن في العربة نتبادل أطراف الحديث قال لى تعرف يا مصطفى أنا كنت خايف عليك من اللقاءات السياسية في شقتك وبعض حضورها خريجو سجون ومعتقلات وتساءلت وأنا أضحك لماذا يقبض علي واللقاءات كانت في جوهرها غير معادية للنظام ومسايرة للاتجاه العام. والغريب أنه لم يمر على هذا الحديث في المرسيدس سوى أيام إلا وكان الدكتور مقبوضاً عليه. وعن واقعة القبض عليه وكيف فوجئت بها وفاجأت بها لطفى الخولى وعن أيامي الأخيرة في التنظيم الطليعى وكيف انقطعت صلتى به بطريقة عبثية عن ذلك وغيره كثير يطول الحديث... كنت اود لو استطعت أن أروى أطرافا مما كان يحدث خلال اجتماعات مجموعتي... غير أنه ليس في وسعي أن أروى شيئا مما حدث في أثناء تلك الاجتماعات، وذلك لأن أغلبه كان في حقيقة الامر، كلاما لا طائل تحته ولا غناء فيه».
عن الرقص الشرقي
كتب درويش عن واقعة تعرضه للرقص الشرقي فقال: "اقتربت سنة الهزيمة من منتصفها حتى وجدتني وكأني أعيش على حافة سكين وكانت البداية في منتصف إبريل من هذه السنة العصيبة وفي باريس حين دخلت حجرة سفيرنا لدى فرنسا فبعد أن أخذ يدي مصافحاً ما لبث أن علت الدهشة وجهه وقال مبتسماً: غريبة أن تكون أنت الشخص المقصود والمحدد بالاسم في الاتهام الوارد في منشورات وزعت قبل أسابيع في سويسرا، فلما قرأ في عينى أنى لا أعلم من أمر هذه المنشورات شيئاً وربما استكثر توزيع منشورات تحمل اتهاماً لواحد من غمار الناس، وأين؟ في بلد لا يرد فيه ذكر لاسم إلا إذا كان صاحبه من أغنى الأغنياء. استطرد السفير قائلاً: أنها منشورات توجه إصبع الاتهام إليك باعتبارك المسئول الأول عن إعادة تعرية أجساد النساء اللاتي يمتهن الرقص البلدي متحدياً بذلك أحكام الشريعة الغراء وهنا أسعفني شريط الذكريات عاد بى بضعة أسابيع إلى إدارة الرقابة حيث كنت أمارس العمل اليومي كالمعتاد وفجأة ودون ميعاد دخلت الحجرة ناهد صبرى راقصة مصر الأولى في ذلك الزمان ودخل معها عطر باريسي نفاذ. لم يكن مجيئها المفاجئ بغرض التهنئة على سلامة العودة إلى المركز المرموق وإنما لعرض آخر هو التظلم من قرار ضار بمهنة الرقص أصدره عبد الحليم سرور مدير الرقابة السابق، هي اثناء الفترة التي حل فيها محلى بموجب قرار أصدره الدكتور عبد القادر حاتم وزير الإرشاد وهي فترة طالت إلى أربعة أعوام. ففي قراره هذا الذي تتظلم منه راقصة مصر الأولى فرض على الراقصات الاحتشام بأن يحجبن عن أعين المتفرجين أجسادهن بالكامل بحيث لا ينكشف منها سوى الكفين والقدمين إذا كن يرقصن حافيات، فلما أبديت دهشة كادت تصل إلى عدم تصديق ما أسمعه، سارعت المتظلمة بتقديم صورة من القرار وما كان لتظلمها أن يبت في ذاكرتي لولا أنها التمست ذهابي إلى فندق هيلتون النيل ليلاً كي أشاهدها مرة وهي ترقص بالبدلة غير المحتشمة، التي كانت لباس الراقصات أيام أن كان للرقص البلدي ملكات متوجات أمثال تحية كاريوكا وسامية جمال، ومرة أخرى وهي ترقص بالبدلة المحتشمة على نحو يحجب جسدها بالكامل حماية له من أعين الذئاب وحماية للمتفرجين رجالا ونساء من الإغراء. ولولا أن إحدى شبكات التليفزيون الأمريكية قامت بتسجيل وبث واقعة مشاهدتي راقصة مصر الأولى وهي مرتدية بدلة محتشمة تعوق حركتها، لأنها كانت والحق يقال أقرب إلى كفن الميت منها إلى أي شئ آخر، ثم وهي تتلوى مرتدية بدلة تكشف ساقيها وبطنها كما كان الحال أيام زمان. منها أي شبكات التليفزيون حصلت شركة فوكس موفيتون نيوز على حق عرض الشريط المسجل لواقعة المشاهدة في دور السينما بمشارق الأرض ومغاربها، وهكذا أصبحت وأنا في هيلتون النيل أشاهد راقصة مصر الأولى فرجه تطوف كوكبنا متنقلة من مكان إلى مكان ومن الأكيد أن لاجئا سياسيا في سويسرا رأى البث التليفزيونى أو العرض السينمائى لتلك الواقعة فهاله ما رأى وتابع ما حدث في مصر متصلة ببدله الرقص فهاله ما قرأه وهو أن الرقيب العائد قد استجاب لتظلم إحدى الغانيات فعرى السيقان، ومن هول ما رأى وقرأ عمل على إنقاذ ما يمكن إنقاذه من بقايا الفضيلة فبادر بكتاب بيان إلى الناس أدان فيه الرقيب المارق وكان هذا بداية حملة تكفير أعقبتها حملة تخوين أشد بأساً وما وصفت الحملة الأخيرة بهذا الوصف الشديد إلا لأنها بدأت في زمان ومكان لا يتصور أن يردا على بال. فبعد خطاب الرئيس عبد الناصر الذي أعلن فيه قراره بالتنحي وهو القرار الذي عدل عنه ولما تمض على إعلانه سوى بضع ساعات بعده استدعانى الدكتور ثروت عكاشة إلى مكتبه بقصر عائشة فهمي المطل على النيل في محاولة منه لاستطلاع رأى الناس في الأحداث الجسام لم أخف عنه شيئاً مما أعرف ولعل أهم ما قلت هو الإشارة إلى السؤال الملح الذي كان يتردد على كل لسان لماذا أبقى عبد الناصر على عامر مشيراً متحكماً في الجيش ومفسداً له حوالى خمسة عشر عاماً.
عن فيلم المومياء
كتب درويش عن بداية تصوير شادي عبد السلام لفيلمه "المومياء" في ظروف سيئة بعد هزيمة 1967 والحيرة أمام قرار منع عرض الأفلام الأمريكية وقال: "لم يكن أمام شادى إزاء هذه الأهوال سوى العمل من أجل استصدار قرار على وجه السرعة من قبل الرقابة يرخص له بالتصوير وسط هذه الظلمة المخيفة، ومن هنا كان مجيئه إلى مكتبي في الرقابة ومعه سيناريو المومياء ملتمساً إجازته في أسرع وقت. وقبل مجيئه لم أكن قد التقيت به بل لم أكن قد سمعت باسمه وسط زحمة أسماء وصناعي الأفلام، والشيء الذي استدعى انتباهي في هذا اللقاء الأول هو مستوى شادي الثقافي الرفيع. وما كان يمكن أن يدور في خلده أن مستواه هذا وعشقه لتاريخنا سيكون وبالاً عليه يتحول بأحلامه إلى كوابيس، وأيا ما كان الأمر فالتماسه الأسرع بإجازة السيناريو لم يكن أمرأً غريبا، الأمر الذي أثار دهشتي وأدخل كل ما يتصل بالمومياء في باب الغرائب، هو أن يكلمني هاتفياً فور زيارة شادي الدكتور عبد الرازق حسن (وزير الثقافة وقتها) كي يطلب ما خلاصته الامتناع عن الموافقة على سيناريو المومياء لا لسبب سوى أن الفيلم المستوحى منه فيماً لو رأى النور سيكبد الشركة خسائر فادحة هي في غنى عنها، خاصة أنها تعانى من ضائقة مالية لن يكتب لها نجاة إلا بفضل أفلام تحقق نجاحاً في الشباك، والشيء الذي ليس فيه شك أن المومياء بحكم موضوعه الجاد لا يدخل في عداد تلك الأفلام وقد يكون من الخير ان يمنع من المنبع... فما هي إلا أيام حتى كان قد عاد الحديث الهاتفي مرة ثانية لأسمع صوت الدكتور عبد الرازق حسن يكرر المطالبة بعدم الموافقة على السيناريو، ويقيم طلبه في هذه المرة على سبب متصل بالنظام العام لا الشباك، هو اكتشاف أن الأفكار المنطوي عليها السيناريو معادية للقومية العربية، ولأننى وجدت أنه لا جدوى من التحاور معه في ذلك الاتهام، الواضح الافتعال، فقد وعدته خيراً. وكان خير ما فعلته أن أسرعت بالموافقة على سيناريو المومياء وطبعاً أثار إسراعي غضبه الشديد، ولم يكن أمامه سوى إثارة الشائعات حول وطنية الرقيب، وخوف موقفه من القطاع العام، مع المطالبة بإلغاء إدارة الرقابة على المصنفات الفنية ونقل اختصاصاتها إلى مؤسسي السينما والمسرح أسوة ببلدان المعسكر الاشتراكي. ومما ساعده على التشكيك في وطنية الرقيب إلى حد تخوينه فضلاً عن إجازته سيناريو المومياء المعادي للقومية العربية عودة الفيلم الأمريكي إلى دور السينما بطول وعرض البلاد بعد ثلاثة أشهر من منعة، من منتصف يونية، والأدهى والأمر عودة أفلام العميل جيمس بوند ولأنه كان عاجزاً عن رؤية أبسط الحقائق الواضحة انحدر تخوينه لي على مر الأيام إلى لغو أشبه بالهذيان.

## السينما في مصر.. قصتها في كلمات
في السنوات الخمس الأخيرة من القرن التاسع عشر كانت مصر وحدها ودون غيرها من أقطار العالم العربي وأقطار القارة الأفريقية مؤهلة لاستقبال الفن الجديد الذي ولد علي أرض فرنسا في الثامن والعشرين من ديسمبر لسنة 1895 تحت اسم السينما توغراف... وكما يقول التاريخ فقد بدأ أول عرض في مصر في الخامس من نوفمبر لسنة 1896 بإحدى قاعات طوسون باشا في مدينة الإسكندرية. ثم أعقبه عرض آخر في الثامن والعشرين من نفس الشهر في صالة حمام شنيدر قريباً من فندق شيبرد القديم الذي أتى عليه حريق القاهرة في 17 من يناير لسنة 1951 وهكذا تحركت الصورة على أرض مصر ولما يمض على تحركها على أرض فرنسا في باريس سوى بعض عام.... رغم هيام المصريين بالسينما فإن استيراد المعدات اللازمة لإبداع الأفلام وبناء الاستوديوهات ودور العرض المجهزة بأحدث الآلات كان امرا عسيرا بل كل شبه مستحيل ومن هنا انحصار ثمار الربع الأول من عمر السينما على ضفاف النيل في أفلام قصيرة تسجل لوقائع مثل جنازة الزعيم الوطني مصطفى كامل (8 أغسطس 1909) وسفر المحمل الشريف إلى أرض الحجاز (أكتوبر1912)، وحتى هذه الأفلام التسجيلية لم يجر تصويرها بواسطة مصريين وإنما بواسطة أجانب أو متمصرين، ولكن ما أن اقتربت الحرب العالمية الأولى من إلقاء سلاحها حتى كان قد ظهر أول ممثل سينمائي مصري " محمد كريم" في فيلم "شرف البدوى" (1918) حيث أدى دور عسكري؛ ومن بعده ظهر في فيلم ثان "الأزهار المميتة" الذي امتنعت الرقابة عن الترخيص له بالعرض العام. وكلا الفيلمين من إنتاج شركة سينمائية إيطالية، توقفت بعد ذلك عن العمل تماما كما بيعت معداتها ومعاملها إلي المصور الإيطالى "الفيزى أورفانيللي" وله يرجع الفضل في تصوير "مدام لوريتا" للمخرج الإيطالى ليونار لاريتشى...  ان بيومى (المقصود محمد بيومي العائد من ألمانيا بعد دراسة السينما والتصوير) أول مصرى يصور فيلماً روائياً "في بلاد توت عنخ آمون" الذي أنتجه وأخرجه  فيكتور روسيفو المحامى القاهرى المنحدر من أصل إيطالى، وأول مصرى يخرج ويصور فيلماً روائياً قصيراً أسماه الباشكاتب وكلفه حوالى مائة جنيه هذا وأحداث قصته ومدتها نصف ساعة لا تزيد تدور حول باشكاتب يقع في حبائل راقصة فيختلس مبلغا من المال ينفقه عليها ثم ينتهي به الأمر مسجوناً. ومثل هذه القصة سيتكرر طرحها مستقبلاً في العديد من الأفلام؛ على امتداد سبعين سنة أو يزيد. ولم يمر على باشكاتب "بيومي" سوى ثلاث سنوات إلا وكانت "عزيزة أمير" تنتج وتمثل في القاهرة فيلماً روائياً طويلاً أسمته ليلى".

## الصهيونية في السينما
يذكر درويش أن البداية كانت مع فيلم المخرج الفرنسي جورج ميلييس «قضية دريفوس» عام 1899 ويعرض الفيلم قضية ألفريد دريفوس المتهم بالتجسس والتي كانت لا تزال جارية أثناء ظهور الفيلم، وكتب:
"اغلب الظن ان النجاح الذي حازه فيلم جورج ميلييس عن دريفوس قد نبه قادة الحركة الصهيونية ودعاتها، ومنذ وقت مبكر، إلى اهمية السينما باعتبارها اداة دعاية سريعة وفعالة للفكر الصهيوني وكان أول ما ظهر من سينما مباشرة في خدمة الصهيونية فيلم اسمه "حياة اليهود في أرض الميعاد Life of the Jews of Palestine" ليعقوب بن دوف وهو مخرج صهيوني من أصل روسي استقر به المقام بفلسطين قبل نشوب الحرب العالمية الأولى .وقد أخرج هذا الفيلم خلال عام 1912 أي في الفترة التي اشتد فيها ساعد الصهيونية بهزيمة ثورة 1905 بروسيا القيصرية وبدء موجة الخروج من سجن الشعوب تلك الموجة التي عرفت باسم الهجرة الثانية"، ويواصل درويش تفصيل ما يراه من تاريخ الصهيونية في السينما قائلاً: "ما نريد أن نتعرض له ونقف عنده وقفة يسيرة، هو استغلال الصهيونية للدين في السينما ... . ومن هنا وقوع اختيار شركة بارامونت لصاحبها ادولف روكور على قصة موسى لتنتجها تحت اسم "الوصايا العشر" مرتين المرة الأولى صامتة بلا الوان عام 1923 في أيام قل فيها إقبال بني إسرائيل على الهجرة إلى أرض الأنبياء. والمرة الثانية ناطقة بالألوان عام 1956 عقب إعلان قيام دولة إسرائيل في أيام انحسرت فيها موجة هجرة أبناء الشعب المختار. وفي كلا الفيلمين كان سيسيل ديميل هو المخرج وفي كليهما كان لا هم للمخرج الأمريكي إلا ان يتناول قصة موسى وبني إسرائيل اثناء وجودهم في أرض مصر ثم اثناء الخروج منها على وجه مشوه المراد به باطل هو تصوير أهل مصر وكأنهم أبناء شعب منبوذ كتب عليه ذل العيش في أغلال العبودية لفرعون وقومه الظالمين"، ويواصل درويش ويكتب: "ان الفيلم الذي استهل حركة التنوير باضطهاد اليهود إبان العهد النازي وأفادت منه الصهيونية دون وعي من صاحبه أو بوعي لا يصل إلى درجة التواطؤ مع الفكر الرجعي الصهيوني هو "الدكتاتور العظيم" عام 1940 ... على أن من الخطأ البين أن نعتقد أن الصهيونية في السينما وقفت عند حد التركيز على محنة اليهود تحت سلطان هتلر. إنها منذ اندحار لألمانيا النازية وقيام إسرائيل على أرض فلسطين وهي تعدد أنواع الاضطهاد لهم في كل أرض غير أرض الميعاد كيما تهيئهم نفسيا للخروج من منفاهم في الشتات نحو الفردوس الموعود. وهكذا بدأت أفلام تتكلم عن العنصرية ضد اليهود في الولايات المتحدة من بينها فيلم "النار المتشابكة" عام 1947 لصاحبه أدوار ديمترك وهو المخرج الذي ذهب إلى إسرائيل عام 1953 حيث أخرج فيلم "المحتال" الذي قام بأداء الدور الأول فيه كيرك دوجلاس. وفيلم "اتفاقية الجنتلمان" أو "الحائط الخفي" لصاحبه ايليا كازان الذي وقع اختياره على جريجوري ليؤدى فيه أحد الأدوار الرئيسية.  

## شيء من السياسة في السينما المصرية
ولدت السينما المتكلمة مريضة بداء الاستسهال والتسطيح والجري وراء الكسب السريع، وهو داء يرجع إلي الخطيئة الأولي وهي ميلاد السينما العربية أصلاً في مصر والوطن العربي يئن تحت كعاب جنود الاحتلال الأجنبي فلا عجب إذا ما انصرفت السينما، لا في مصر وحدها، بل في أقطار عربية أخرى كسوريا ولبنان عن تناول أي موضوع جاد يؤدي إلى صحوة وطنية أو نهضة فكرية. بل العجب أن يكون الأمر على خلاف ذلك في ظل الاحتلال الأجنبي ليس له من هدف سوى حجب المعرفة عن الأمة العربية بمزيد من التشدد في الرقابة على حرية الفكر وبالذات حرية التعبير بلغة السينما.
يسهب درويش في تعديد المحظورات في السينما أثناء فترات الاحتلال الأجنبي، ثم يتطرق إلى مرحلة ما بعد الاستقلال ويكتب: «كل ذلك حدث قبل واقعة استيلاء الضباط الأحرار، وهم إجمالاً من البرجوازية الصغيرة، على مقاليد الحكم في مصر اعتبارا من 23 يوليو 1952 والتحول بها من ملكية إلى جمهورية مستقلة متحررة من رق الاستعمار. ومما لا شك فيه أن ثورة الضباط ونمط الحكم الذي أفرزته، وهو نمط انتشر في كثير من أنحاء الوطن العربي، قد فشلت في تهيئة الظروف لإقامة سينما ثورية»، يواصل درويش متابعة النهج في السينما المصرية متحدثاً عن فيلم «المومياء» للمخرج شادي عبد السلام، مع ملاحظة أن عنوان الفيلم باللغة الإنجليزية كان «ليلة حساب السنين»، ويكتب: «إذا ما انتقلنا إلى» ليلة حساب السنين The Night of Counting the Years«لوجدنا أنفسنا أمام أول عمل سينمائي يمنح الفيلم العربي ما كان ينقصه من وحدة الشكل والموضوع، فضلا عن كيان عضوي ملتحم النسيج يتغذى بموسيقى داخلية مركبة الإيقاع متعددة النغمات. في رأي للناقد الإنكليزي جون راسل تايلور ضمنه كتابه» مخرجون واتجاهات سينما السبعينيات Directors and Directions - Cinema for the Seventies" أن «ليلة حساب السنين» فيلم فريد لا ينتمى إلى تيار السينما في مصر وإنما هو كالجزيرة المعزولة لا يعكس إلا مواهب المسئول الأول والأخير عنه".

## قضية المرأة ومكانتها في سينما العالم الثالث
يرى الناقد السينمائي مصطفى درويش أن قضية المرأة في السينما المصرية قد تم تسطيحها بتفاهة وبعد عن الواقع كما ظهر مع أول فيلم مصري روائي طويل «ليلى» للمخرج ستيفان روستي. يرى أن المرأة في الفيلم المصري هي أنثى ليس إلا وتابعة للرجل.

## مقالات
يشمل الجزء الأخير من كتاب «أربعون سنة سينما» للناقد السينمائي مصطفى درويش مجموعة من المقالات المتنوعة عن الأفلام حول العالم وجمهور السينما:
أوسكار مع الإمبراطور الأخير وضد صرخات الحرية
يحيى حقي محباُ وناقداً للسينما 
علم وإيمان وأمريكي عليل 
السينما بين أزمة النقد ونوم العقل 
السينما بين الاقتباس والابتكار 
قليل من الصدق .. كثير من الزيف والادعاء
كتاب وفيلم وأوسكار 
السينما بين المهرجانات وفساد المعايير 
سينما تلهو وشعب يلعب
السينما بين أيام الانتفاضة وأيام السادات 
فيلم الحصار بين الخيال والواقع 
قصة نجيب محفوظ مع السينما 
السينما بين قندهار والطاحونة الحمراء 
مهرجانات وفيلم عدو على الأبواب 
الرجل العنكبوت وأمريكا واللمبي ومصر
السينما بين التكرار والتحريف والتجديد 

## وصلات خارجية
http://moustafadarwish.com/ أربعون سنة سينما
http://moustafadarwish.com/40-years-cinema/ أربعون سنة سينما
https://www.albayan.ae/five-senses/arts/2003-05-16-1.1241336 أربعون سنة سينما